# Lymantria minahassa
Lymantria minahassa este o specie de molii din genul Lymantria, familia Lymantriidae, descrisă de Collenette 1932 Conform Catalogue of Life specia Lymantria minahassa nu are subspecii cunoscute.